# Dave Deroo
David 'Big Meat' Christopher DeRoo (ur. 3 września 1974 w Bakersfield) – basista grupy Adema i były basista zespołów Sexart i Juice.
DeRoo dołączył do swojego pierwszego zespołu Sexart w 1991 jako basista i grał w nim aż do roku 1994 kiedy zostawił zespół dla Juice. W Juice nie został na długo i niestety odszedł w 1995. Rok później DeRoo pokazał się w zespole Adema w którym gra do dziś a w 2011 podjął rolę wokalisty jak również basisty.